# Прохоров, Вадим Владимирович
Вади́м Влади́мирович Про́хоров (род. 13 августа 1974) — российский актёр театра и кино.

## Биография
Вадим Прохоров родился 13 августа 1974 года. Окончил СПбГАТИ, драматического искусства (1995 г.), педагоги — Куницын А. Н., Барышева Г. А. Работал в Театре Романа Виктюка (АОЗТ), Московском театре «Современник». Работал в Санкт-Петербургском театре «Комедианты». С 2010 года работает в Государственном академическом русском драматическом театре (г. Уфа).

## Театральные работы
- Беранже («Носорог» — Ионеско Э.)
- граф Нулин («Граф Нулин» — Пушкин А. С.)
- Львов («Иванов» — Чехов А. П.)
- Нежинский («Записки о Нижинском» — Бламстейн Г.)
- Треплев («Чайка» — Чехов А. П.)
- Джордж Пигден («№ 13» — Куни Р.)

## Фильмография
- 1998 — Про уродов и людей — Путилов
- 2000 — 2005 — ОБЖ (сериал)
- 2003 — Менты-5. Улицы разбитых фонарей / Серия «Белый карлик» — Бандит
- 2008 — Передел. Кровь с молоком — Артурас
- 2009 — Б.О.М.Ж. — напарник Айвара
- 2009 — Возвращение Синдбада — Дирк
- 2010 — Морские дьяволы - 4 / 4 серия — помощник капитана
- 2010 — Улицы разбитых фонарей-10 / 4-я серия — Вадим Сафронов
- 2013 — Шеф-2 / 24-я серия — Кондратьев
- 2014 — Дознаватель 2 / 20-я серия — менеджер

### Озвучивание
- 2017—2019 — «Агенты „Щ.И.Т.“» — Дик Шоу
- 2011—2019 — «Игра престолов» — Серый Червь, Оберин Мартелл, Доран Мартелл, Рамси Болтон и другие
- 2010 — «Снова ты» — Уилл
- 2010 — «Однажды в Риме» — Гэйл
- 2007 — «Тетрадь смерти» — Лайт Ягами, Кандзо Моги
- 2016 — «Иллюзия любви»

```
2011 год Могучие рейнджеры самураи(Супер)( ТК детский)
```